# いすゞ・LT134
LT134はいすゞ自動車が製造する輸出用大型バスである。

## 概要
日本においてLT系は9mクラスのバスだが、LTは全長が10mと11mである。日本からはシャーシのみの輸出で車体は販売国のコーチビルダーによって架装される。台湾では路線用、他の地域では観光用として販売されている。

## ラインナップ

### LT132
エンジンは6HE1を搭載。

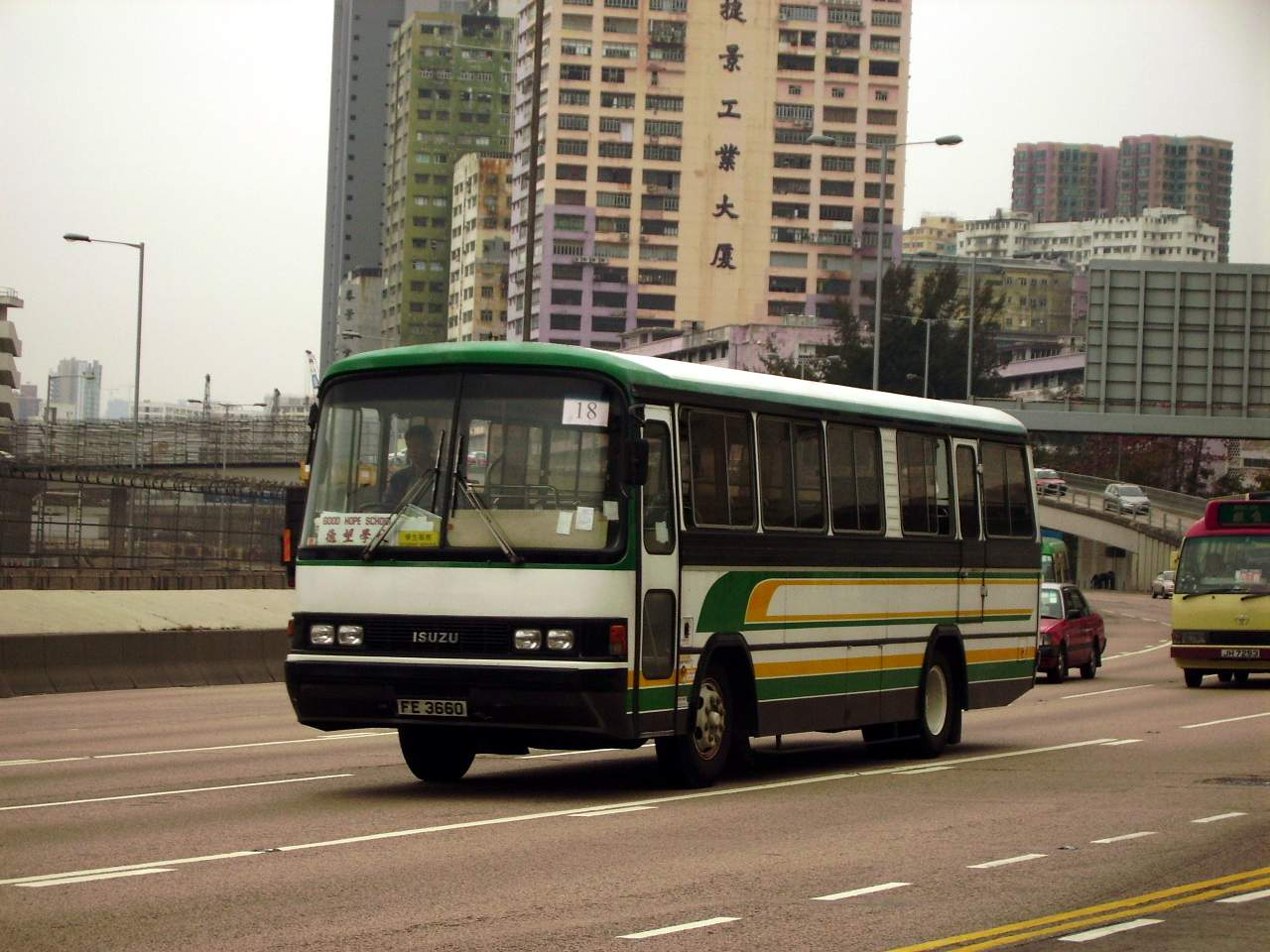
LT132L

### LT133
このモデルに限り日本の富士重工業による架装例が存在する。

### LT134
1999年に登場。エンジンはエルガ、エルガミオと同じ6HK1(240ps)を搭載し、2007年にはEURO4規制に適合している。ホイールベースは5mと5.7mの2種類。トランスミッションは5速MT（路線）と6速MT（観光）。ツーステップと低床車が存在する。
2008年からはインドでも生産が開始される予定で、車体はインドで架装される。

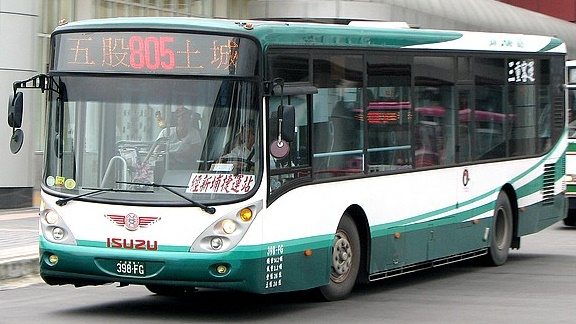
LT134PPK 固特車体 三重客運
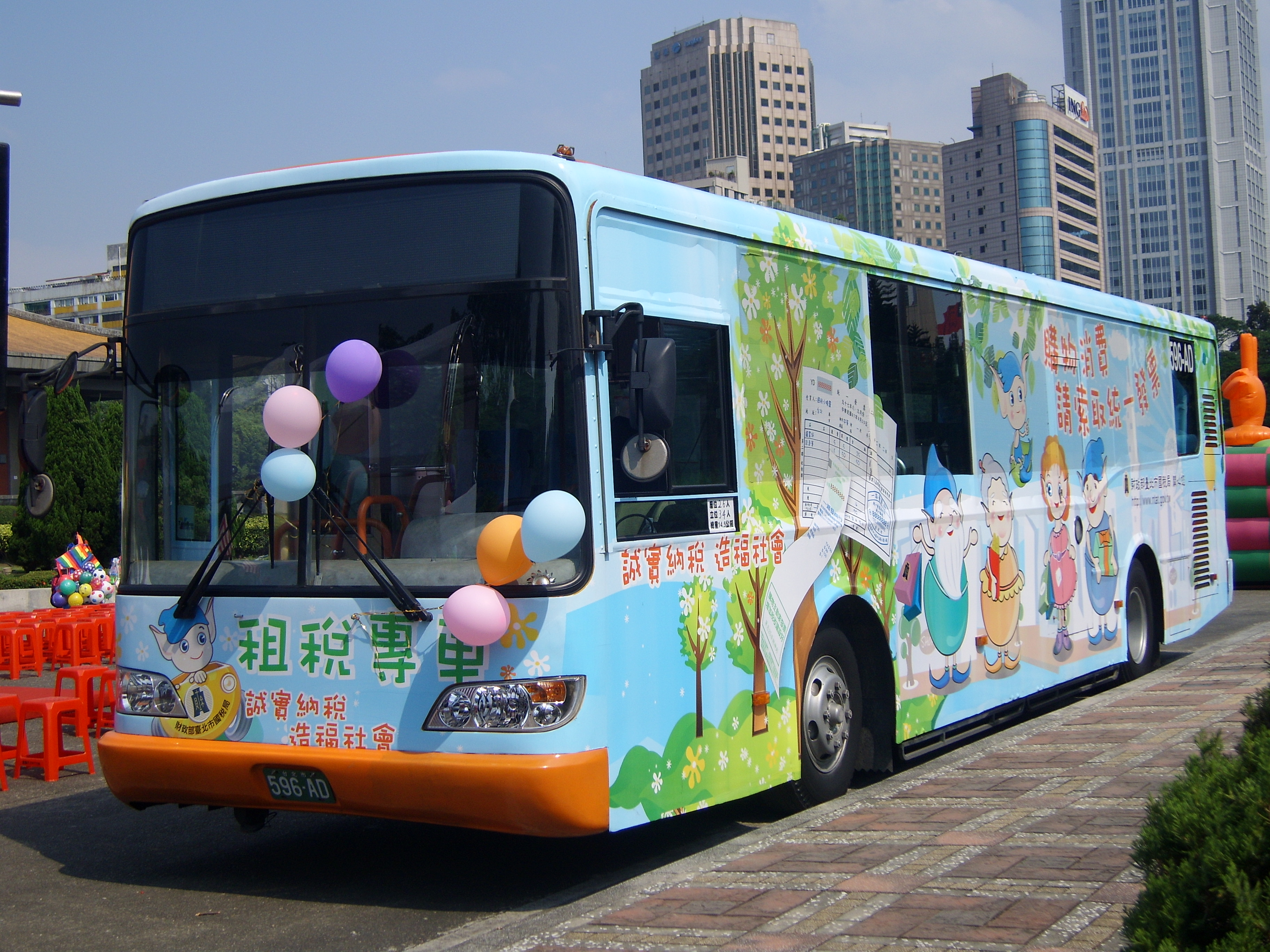
LT134PPK 日盈車体 大都会客運
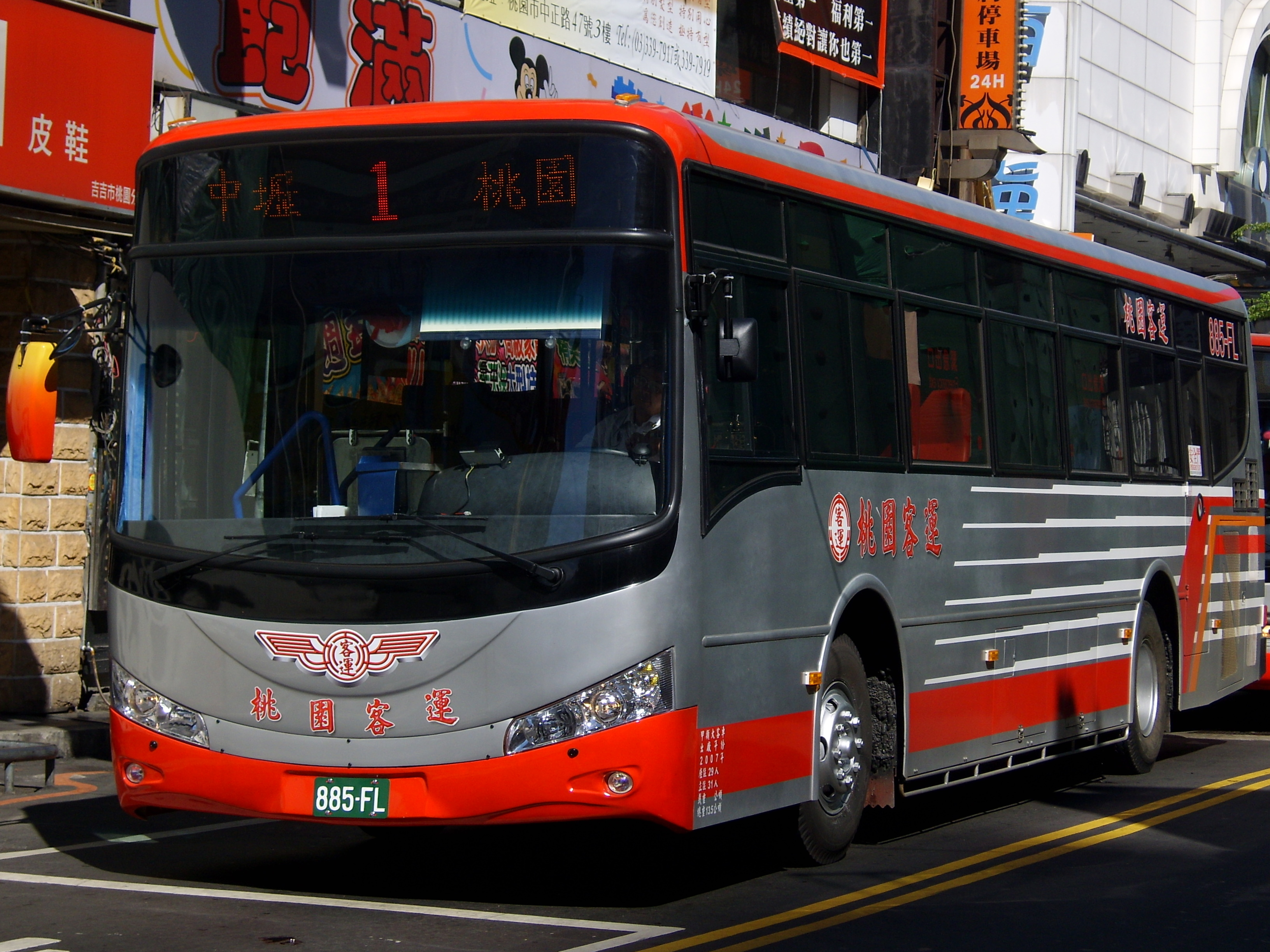
LT134PLK 鉅巃車体 桃園客運

## 生産拠点
- いすゞ自動車藤沢工場
- 台湾五十鈴汽車工業股份有限公司 ・台中大肚工場